# Lycodes sagittarius
Lycodes sagittarius es una especie de pez de la familia de los Zoarcidae en el orden de los perciformes.

## Morfología
- Los machos pueden llegar a alcanzar los 27,3 cm de longitud total.[1]

y 71,4 g de peso.
- Número de vértebras: 104-109.
- Aletas pélvicas pequeñas.[3][4]

## Alimentación
Come poliquetos, moluscos y crustáceos

## Hábitat
Es un pez de mar y de aguas profundas que vive entre 335- 600 m de profundidad.

## Distribución geográfica
Se encuentra en los mares de Kara y Beaufort.

## Costumbres
Es bentónico. 

## Observaciones
Es inofensivo para los humanos. 